# マイコ (女優)
マイコ（1985年3月15日 - ）は、日本の女優、モデル。本名、非公開。
アメリカ合衆国シアトル生まれ、東京都出身。ジーアールプロモーション所属。夫は俳優の妻夫木聡。

## 略歴
10代の頃から芸能界に憧れスカウトやオーディションを受けるもののなかなか実らず、3年間アパレル企業にてアルバイトの販売員として働き、アルバイト仲間の紹介により事務所へ所属。2006年に資生堂の企業広告オーディションを受け、反響を呼んだ企業CM「新しい私になって篇」でデビューを果たす。
2008年、映画『山のあなた〜徳市の恋〜』で主演・草彅剛が恋するヒロイン役に抜擢され女優としてデビューを飾り、翌2009年にかけて数々の話題作に立て続けに出演。2010年にはテレビドラマに進出し、NHK大河ドラマ『龍馬伝』に出演して香川照之演じる岩崎弥太郎の妻・喜勢役を演じ、“きれいすぎる嫁”として視聴者の注目を集める。黒谷友香・伊東美咲に続くチョーヤ梅酒「さらりとした梅酒」の3代目キャラクターに起用される。2011年にはNHK連続テレビ小説『おひさま』に出演し満島ひかりとともに主演・井上真央の親友・相馬真知子役を演じて連続テレビ小説初出演を果たし、同12月には舞台『8人の女たち』にて初舞台に立つ。2014年と2016年には舞台『ガラスの仮面』で姫川亜弓役を演じ、2017年には『お気に召すまま』でシェイクスピア作品に初挑戦するなど、映画・テレビドラマ・舞台・CMなど多方面で活躍の場を広げている。

### 私生活
映画『山のあなた〜徳市の恋〜』を見て「すてきな女優さんだな」と一目惚れしていたという俳優の妻夫木聡と、2012年に出演したテレビドラマ『東野圭吾ミステリーズ』第6話「シャレードがいっぱい」の打ち上げの席で意気投合し交際へと発展。4年の交際期間を経て2016年春に妻夫木からプロポーズを受け、同年8月4日に婚約を発表、同月中に婚姻届を提出した。挙式、披露宴については未定である。
双方の所属事務所を通じて2019年8月1日に第1子妊娠を発表、同年12月11日誕生を発表。名前、誕生日、性別は非公開としている。2022年9月13日、第二子誕生を発表。

## 人物
米国人の父、日本人の母を持つハーフである。
趣味は映画鑑賞、写真、登山。
特技はバレエ、英会話。 バレエは3歳から16歳まで週7回通いコンクールにも挑戦。プロを目指していたが、体型の変化や膝の故障に伴い16歳の時にやめている。
タレントの関根麻里とは聖心インターナショナルスクールの同級生であり、互いの芸能界入り前からの友人でもある。2012年9月17日放送の『SMAP×SMAP』（関西テレビ・フジテレビ）では、「ビストロスマップ」のコーナーに関根と共に出演した。

## 出演

### 映画
- 山のあなた〜徳市の恋〜（2008年5月24日、東宝） - 三沢美千穂 役
- カフーを待ちわびて（2009年、エイベックス） - 幸 役
- 山形スクリーム（2009年、ギャガ・コミュニケーションズ） - 勝海子 役
- ブラック会社に勤めてるんだが、もう俺は限界かもしれない（2009年11月21日、アスミック・エースエンタテインメント）- 中西さん 役
- スノープリンス 禁じられた恋のメロディ（2009年）- 長谷川康子 役
- SPACE BATTLESHIP ヤマト（2010年、東宝） - 相原 役
- ミロクローゼ（2012年11月24日、ディーライツ） - ミロクローゼ 役
- バイロケーション（KADOKAWA） - 三田村小百合 / 飯塚小百合 役
  - バイロケーション 表（2014年1月18日）
  - バイロケーション 裏（2014年2月1日）
- 喰女-クイメ-（2014年8月23日、東映） - 倉田加代子 役

### テレビドラマ
- 大河ドラマ（NHK総合）
  - 龍馬伝（2010年） - 岩崎喜勢 役
  - どうする家康（2023年） - 江 役[24]
- 新参者（2010年4月18日 - 6月20日、TBS） - 宮本祐理 役
- 連続テレビ小説（NHK総合）
  - おひさま（2011年） - 相馬（秦野）真知子 役
  - マッサン スピンオフ「すみれの家出〜かわいい子には旅をさせよ」（2015年4月25日） - 川野妙子 役
  - おかえりモネ（2021年） - 井上菜津 役[25]
- 謎解きはディナーのあとで 第5話（2011年11月15日、フジテレビ） - 菅野由美 役
- 恋愛検定 第2話（2012年6月10日、NHK BSプレミアム） - 主演・香川紗代 役
- 東野圭吾ミステリーズ 第6話「シャレードがいっぱい」（2012年8月16日、フジテレビ） - 畠山清美 役
- メイドインジャパン（2013年1月26日 - 2月9日、NHK総合） - 小畑かなえ 役
- ぴんとこな 第7話・第8話（2013年8月29日・9月5日、TBS） - 桐島美月 役
- 恐竜せんせい（2013年9月4日、NHK BSプレミアム） - 主演・汐崎野子 役[26]
- 星新一ミステリーSP「程度の問題」（2014年2月15日、フジテレビ） - K 役
- 妻は、くノ一〜最終章〜（2014年5月23日 - 6月20日、NHK BSプレミアム） - 静湖 役
- 平成舞祭組男（2014年10月19日 - 2015年1月4日、日本テレビ） - 南条愛 役
- 流星ワゴン第5話（2015年2月15日、TBS） - 橋本花織の親友 役
- Dr.倫太郎 第4話（2015年5月6日、日本テレビ） - 三浦牧子 役
- アンダーウェア（2015年11月13日 - 12月4日、全4話、フジテレビ） - 飯田史香 役
- ヒガンバナ〜警視庁捜査七課〜 第5話（2016年2月10日、日本テレビ） - 香坂英里子 役
- BARレモンハート SEASON2 第3話（2016年4月18日、BSフジ） - 静香 役
- 立花登青春手控え 第4回（2016年6月3日、NHK BSプレミアム） - 登和 役
- 釣りバカ日誌 Season2 新米社員 浜崎伝助 第4話（2017年5月12日、テレビ東京） - 伊東美和 役[27]
- 透明なゆりかご（2018年7月20日 - 9月21日、NHK総合） - 町田真知子 役
- エンディングカット（2022年3月19日、NHK総合） - 那須薫 役

### 配信ドラマ
- シニカレ（2012年5月28日 - 8月、NOTTV） - 加賀美弥生 役
- アンダーウェア（2015年秋、Netflix） - 飯田史香 役[注 2]
- CROW'S BLOOD（2016年7月23日[注 3] - 8月27日、Hulu） - 田村知鶴 役[29]
- 銭形警部 真紅の捜査ファイル 第4話「銭形の愛した女」（2017年3月3日、Hulu） - 秋川遥 役
- しろときいろ 〜ハワイと私のパンケーキ物語〜（2018年2月28日 - 、Amazonプライム・ビデオ） - 村瀬令子 役

### 舞台
- 8人の女たち（2011年12月9日 - 25日、ル テアトル銀座 by PARCO／2012年1月7日 - 9日、森ノ宮ピロティホール） - シュゾン 役
- 音楽劇 ヴォイツェク（2013年10月4日 - 14日、赤坂ACTシアター／10月25日 - 27日、シアターBRAVA!） - マリー 役
- 夜更かしの女たち（2013年12月13日 - 29日、本多劇場）
- ガラスの仮面（2014年8月15日 - 31日、青山劇場） - 姫川亜弓 役[11]
  - ガラスの仮面（2016年9月1日 - 11日、大阪松竹座／9月16日 - 26日、新橋演舞場）
- ブルームーン（2015年5月23日 - 6月14日、東京グローブ座／6月21日 - 28日、森ノ宮ピロティホール） - 蒲谷ルミ 役
- No.9-不滅の旋律-（2015年10月10日 - 25日、赤坂ACTシアター／10月31日 - 11月3日、オリックス劇場／11月13日 - 15日、北九州芸術劇場） - ナネッテ 役
- お気に召すまま（2017年1月4日 - 2月4日、シアタークリエ） - シーリア 役[12]
- 魔都夜曲（2017年7月7日 - 29日、Bunkamuraシアターコクーン／8月5日・6日、刈谷市総合文化センターアイリス／8月9日 - 13日、サンケイホールブリーゼ） - 周紅花（チョウ・ホンファ） 役

### ミュージックビデオ
- moumoon「EVERGREEN」（2009年2月25日）

### テレビ番組
- 恋する雑貨（2012年4月 - 不定期出演、NHK BSプレミアム） - 旅人
- にっぽん紀行「一本道を歩く〜北海道 中標津町〜」（2015年8月20日、NHK総合） - 案内人 / 語り[30]

### CM
- 資生堂「新しい私になって」[5]、「あなたのキス…」
- サンゲツ「デザインを愛す」「不思議な力」
- 資生堂「REVITAL GRANAS」
- ハウスメイト
- チョーヤ梅酒「さらりとした梅酒」
- ジョンソン・エンド・ジョンソン 「ワンデーアキュビュー トゥルーアイ」
- ライトオン 「ウールジャケット 2011Winter」
- オリックス不動産 「大阪ひびきの街 ザ・サンクタスタワー」
- ユニクロ「UVカットカーディガン」「2010秋シャツ＆ブラウス」※広告

### 広告
- クラシエホームプロダクツ muo（ミュオ）（2018年2月 - ） - イメージキャラクター[31]